# 국가민족사무위원회

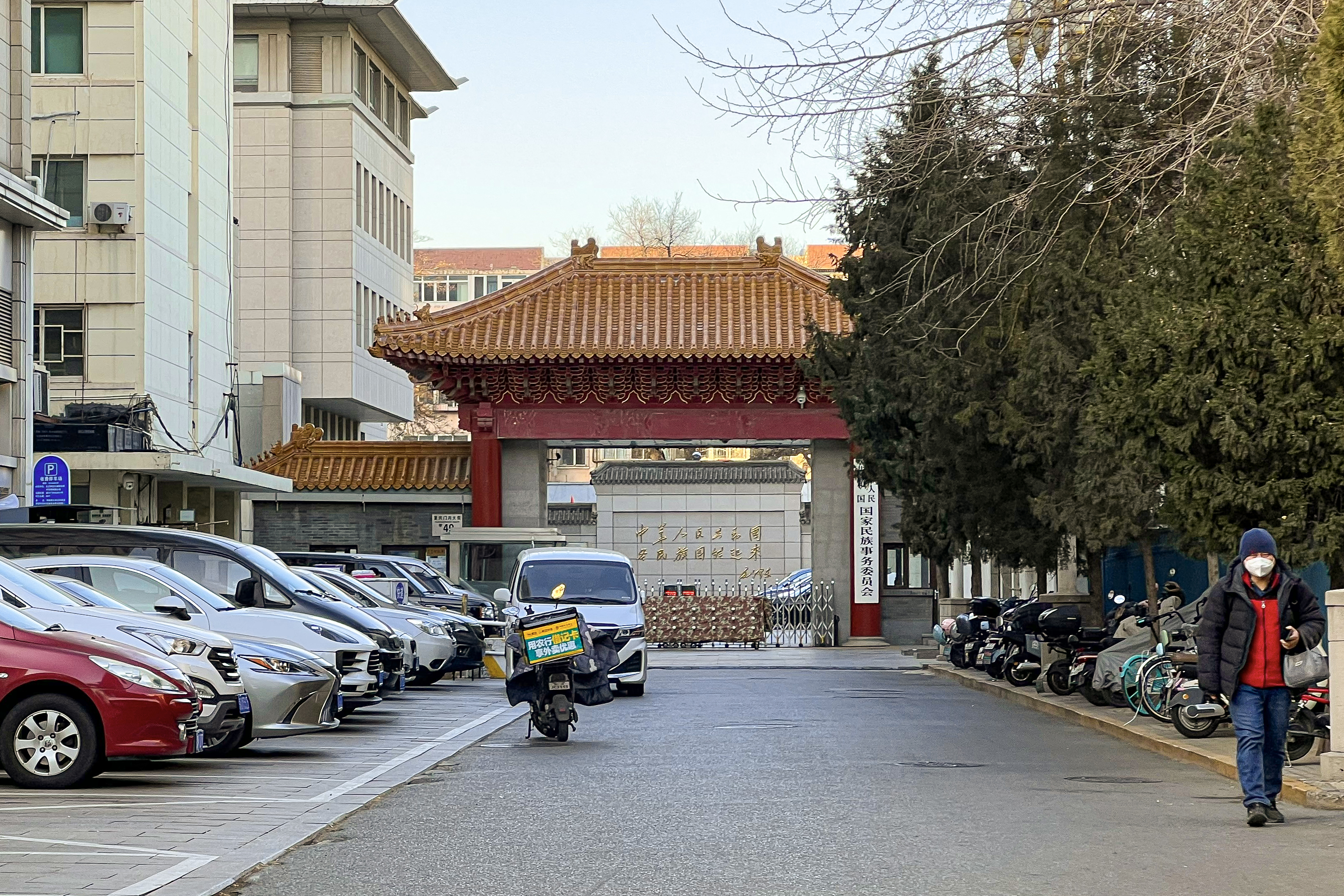

국가민족사무위원회(중국어 간체자: 国家民族事务委员会, 정체자: 國家民族事務委員會, 병음: Guójiā Mínzú Shìwù Wěiyuánhuì)는 중국 공산당의 민족 정책에 따라 중국내 소수민족의 권익 보호를 목적으로 하는 국가 위원회이다. 중화인민공화국 국무원에 속해 있다.

## 역사
1949년 10월 22일 중앙인민정부 민족사무위원회라는 이름으로 설립되었다. 1954년 중화인민공화국 민족사무위원회라고 개칭되었다. 1970년에 일어난 문화대혁명에 의해 위원회는 해체되었지만, 1978년 국가민족사무위원회라는 이름으로 복귀되었다.

## 같이 보기
- 몽장위원회